# Peristediidae

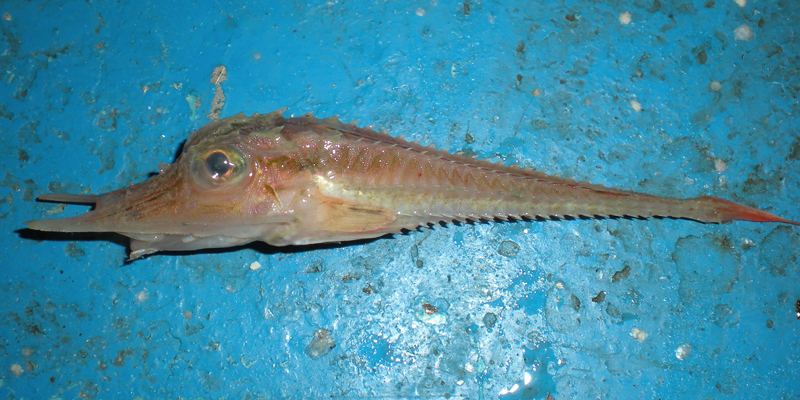
Peristedion cataphractum

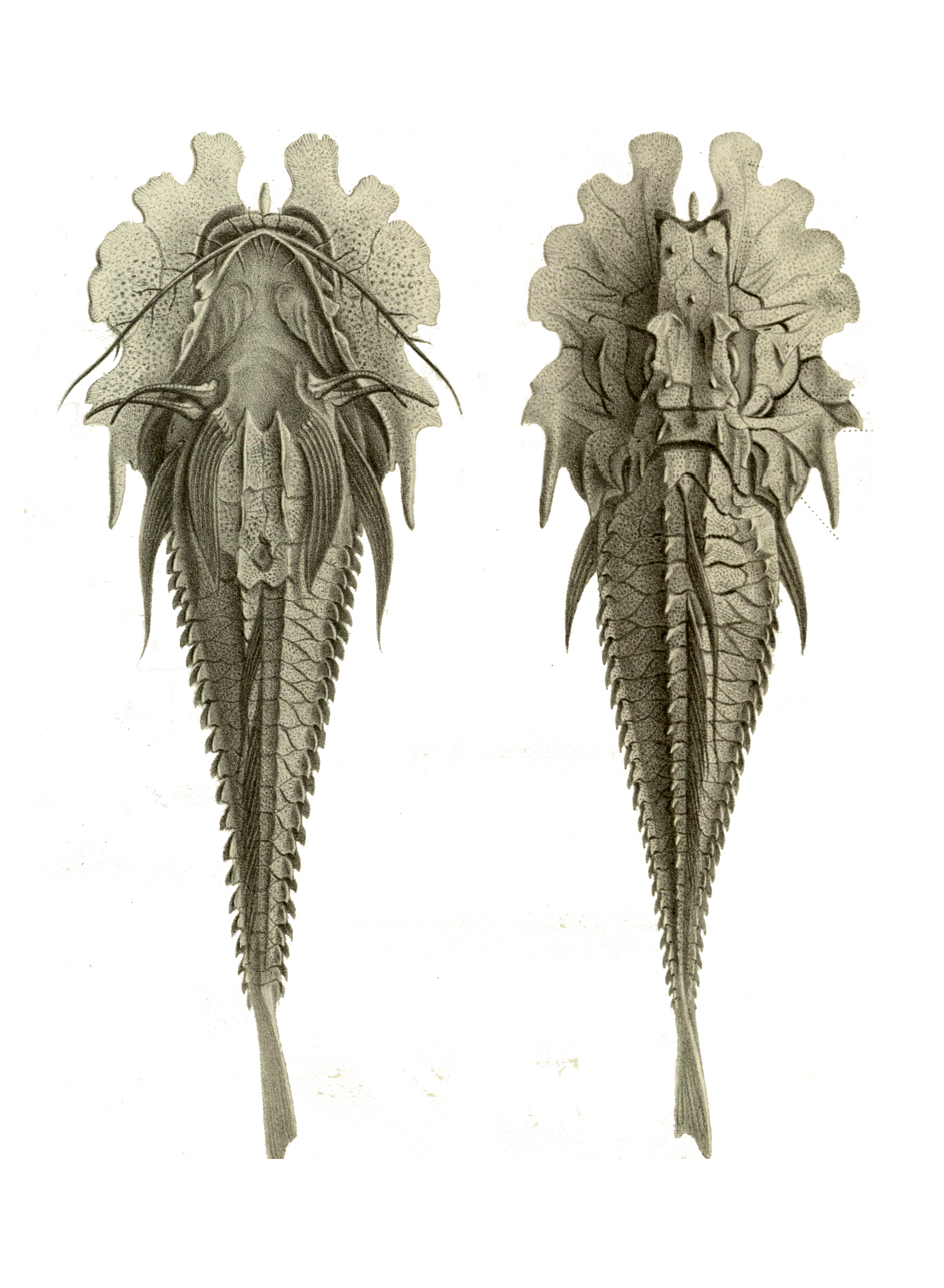
Gargariscus prionocephalus

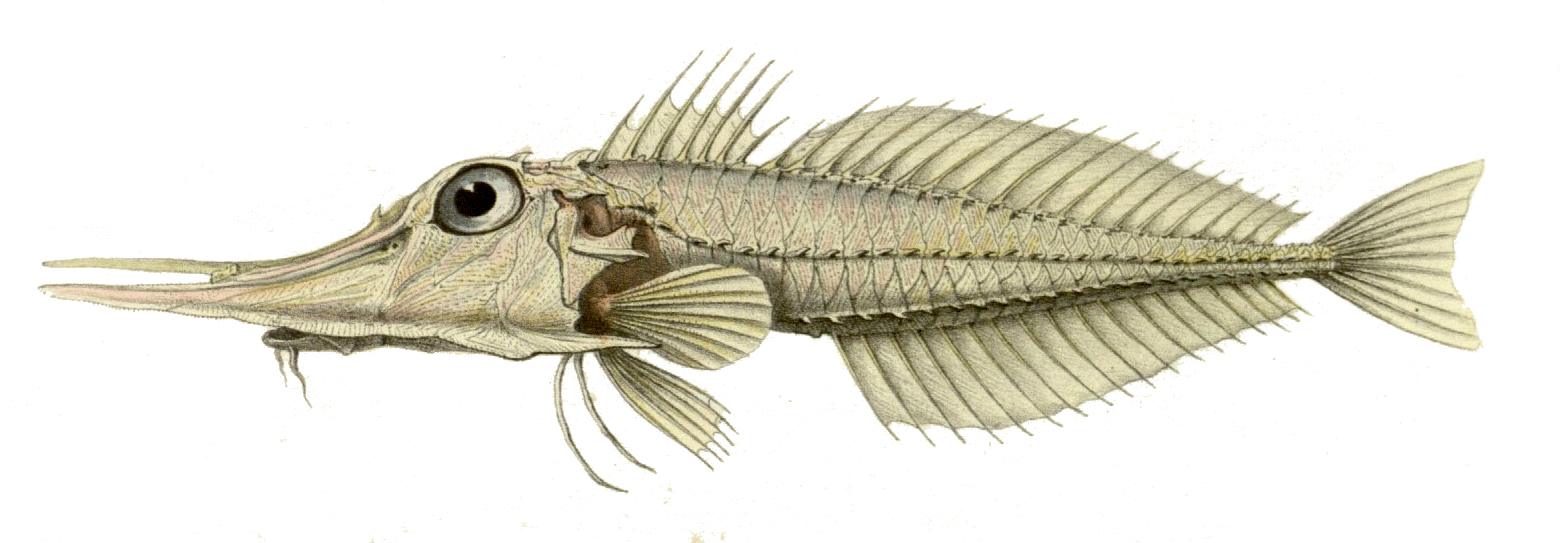
Satyrichthys rieffeli

I Peristediidae sono una famiglia di pesci ossei marini appartenenti all'ordine Scorpaeniformes.

## Distribuzione e habitat
Sono presenti soprattutto nei mari tropicali e subtropicali, compreso il Mar Mediterraneo, dove è presente la specie Peristedion cataphractum.
Vivono su fondali molli soprattutto del piano circalitorale non disdegnando però di avventurarsi nelle buie profondità abissali.

## Descrizione
Sono piuttosto simili alle gallinelle come aspetto generale, hanno testa grande e munita di numerose spine ossee con occhi abbastanza grandi, il corpo si restringe verso la regione caudale ed hanno un peduncolo caudale fine.
Al contrario dei Triglidae portano barbigli sulla mandibola e sono corazzati da scaglie ossee spinose disposte su tutto il corpo. La caratteristica più vistosa però è il muso che porta due lunghe e robuste spine ossee dirette in avanti che rendono il pesce in vista dorsale simile ad una forchetta (da cui il nome di pesce forca dato alla specie mediterranea).
La colorazione, al pari di altri pesci di acque profonde, è rosso o roseo.
Le dimensioni sono modeste, alcune specie (tra cui Peristedion cataphractum) possono raggiungere i 40 cm ma la maggioranza ha una lunghezza che varia tra i 15 ed i 25 cm.

## Biologia
Sono pesci bentonici che fanno vita simile a quella delle gallinelle.

### Alimentazione
Sono carnivori e si cibano di invertebrati che trovano nel sedimento.

## Pesca
Si catturano con le reti a strascico ma non hanno interesse per la pesca commerciale.

## Tassonomia
Sono stati in passato accorpati ai Triglidae

## Specie
- Genere Gargariscus
  - Gargariscus prionocephalus
- Genere Heminodus
  - Heminodus japonicus
  - Heminodus philippinus
- Genere Paraheminodus
  - Paraheminodus kamoharai
  - Paraheminodus laticephalus
  - Paraheminodus longirostralis
  - Paraheminodus murrayi
- Genere Peristedion
  - Peristedion altipinne
  - Peristedion amblygenys
  - Peristedion antillarum
  - Peristedion barbiger
  - Peristedion brevirostre
  - Peristedion cataphractum
  - Peristedion crustosum
  - Peristedion ecuadorense
  - Peristedion gracile
  - Peristedion greyae
  - Peristedion imberbe
  - Peristedion investigatoris
  - Peristedion liorhynchus
  - Peristedion longispatha
  - Peristedion miniatum
  - Peristedion nesium
  - Peristedion nierstraszi
  - Peristedion orientale
  - Peristedion paucibarbiger
  - Peristedion riversandersoni
  - Peristedion thompsoni
  - Peristedion truncatum
  - Peristedion unicuspis
  - Peristedion weberi
- Genere Satyrichthys
  - Satyrichthys adeni
  - Satyrichthys amiscus
  - Satyrichthys clavilapis
  - Satyrichthys engyceros
  - Satyrichthys hians
  - Satyrichthys isokawae
  - Satyrichthys lingi
  - Satyrichthys longiceps
  - Satyrichthys magnus
  - Satyrichthys moluccense
  - Satyrichthys piercei
  - Satyrichthys quadratorostratus
  - Satyrichthys rieffeli
  - Satyrichthys serrulatus
  - Satyrichthys welchi
- Genere Scalicus
  - Scalicus orientalis[1]